# Bossés
Bossés (en francès Boussès) és un municipi francès situat al departament d'Òlt i Garona i a la regió de la Nova Aquitània.

## Demografia
| 1962                                       | 1968 | 1975 | 1982 | 1990 | 1999 | 2006 |
| ------------------------------------------ | ---- | ---- | ---- | ---- | ---- | ---- |
| 90                                         | 99   | 66   | 57   | 46   | 41   | 42   |
| Des de 1962: població sense dobles comptes |      |      |      |      |      |      |

## Administració
| Període   | Identitat                 | Partit |
| --------- | ------------------------- | ------ |
| 1971-2006 | Jean Laulan               | PCF    |
| 2006-     | François Thollon Pommerol |        |